# Zeekr 001
Der Zeekr 001 ist ein batterieelektrisch angetriebener Shooting Brake der zum chinesischen Geely-Konzern gehörenden Marke Zeekr.

## Geschichte
Ein erster Ausblick auf das Fahrzeug wurde im September 2020 noch mit dem unter der Marke Lynk & Co vorgestellten Konzeptfahrzeug Zero Concept gezeigt. Allerdings gründete Geely im März 2021 die Elektro-Marke Zeekr. Das fünfsitzige Serienfahrzeug wurde schließlich als erstes Modell der neuen Marke im April 2021 auf der Shanghai Auto Show vorgestellt. Im Oktober 2021 wurden die ersten Fahrzeuge auf dem chinesischen Heimatmarkt ausgeliefert. Auch außerhalb Chinas wird der 001 seit 2023 verkauft. Im September 2023 wurde das Topmodell FR vorgestellt. Eine überarbeitete Version der Baureihe präsentierte Zeekr im Februar 2024.
Gefertigt wird der Zeekr 001 gemeinsam mit dem Zeekr 009 und dem 01 von Ji Yue in Ningbo.

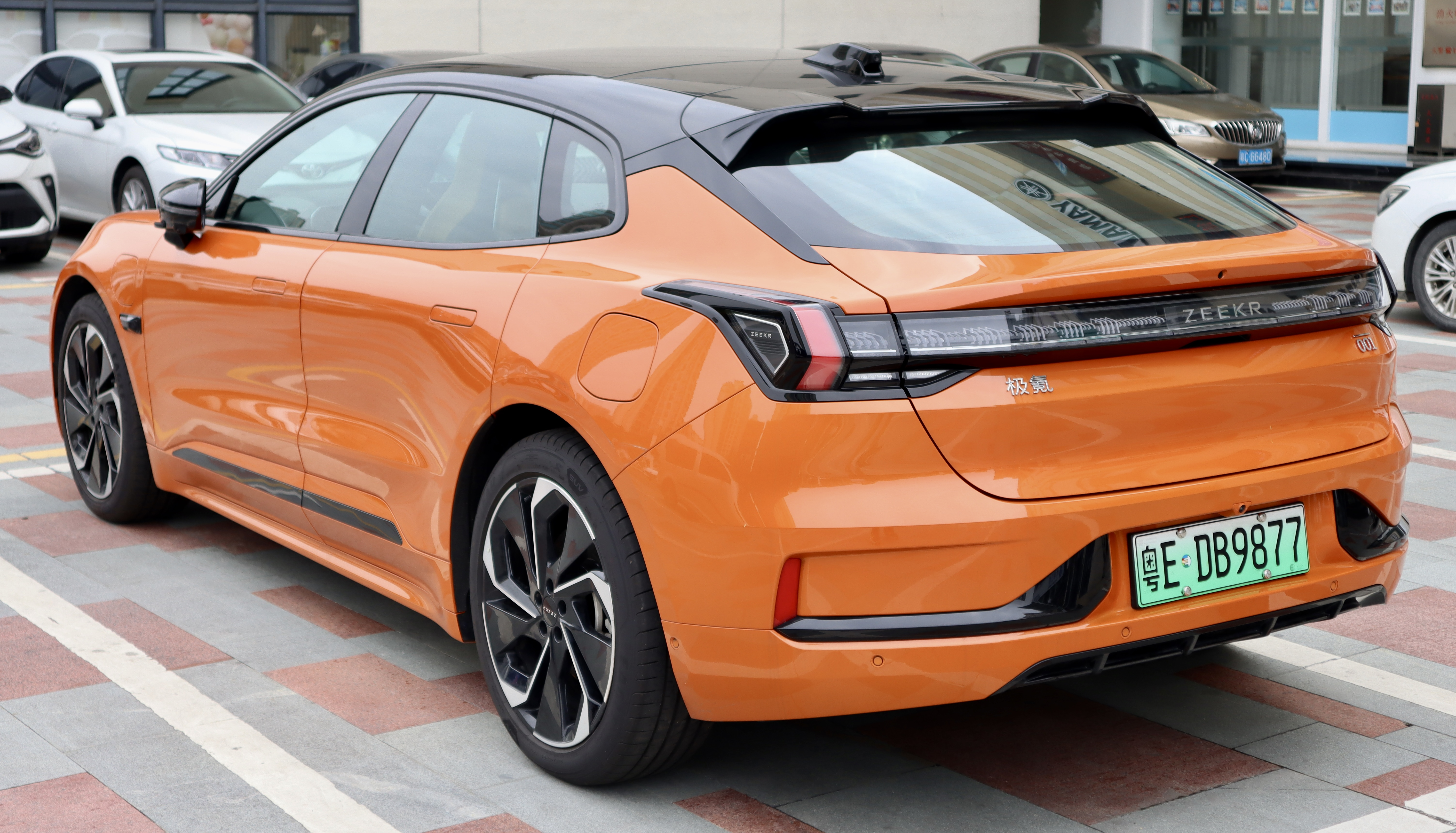
Heckansicht
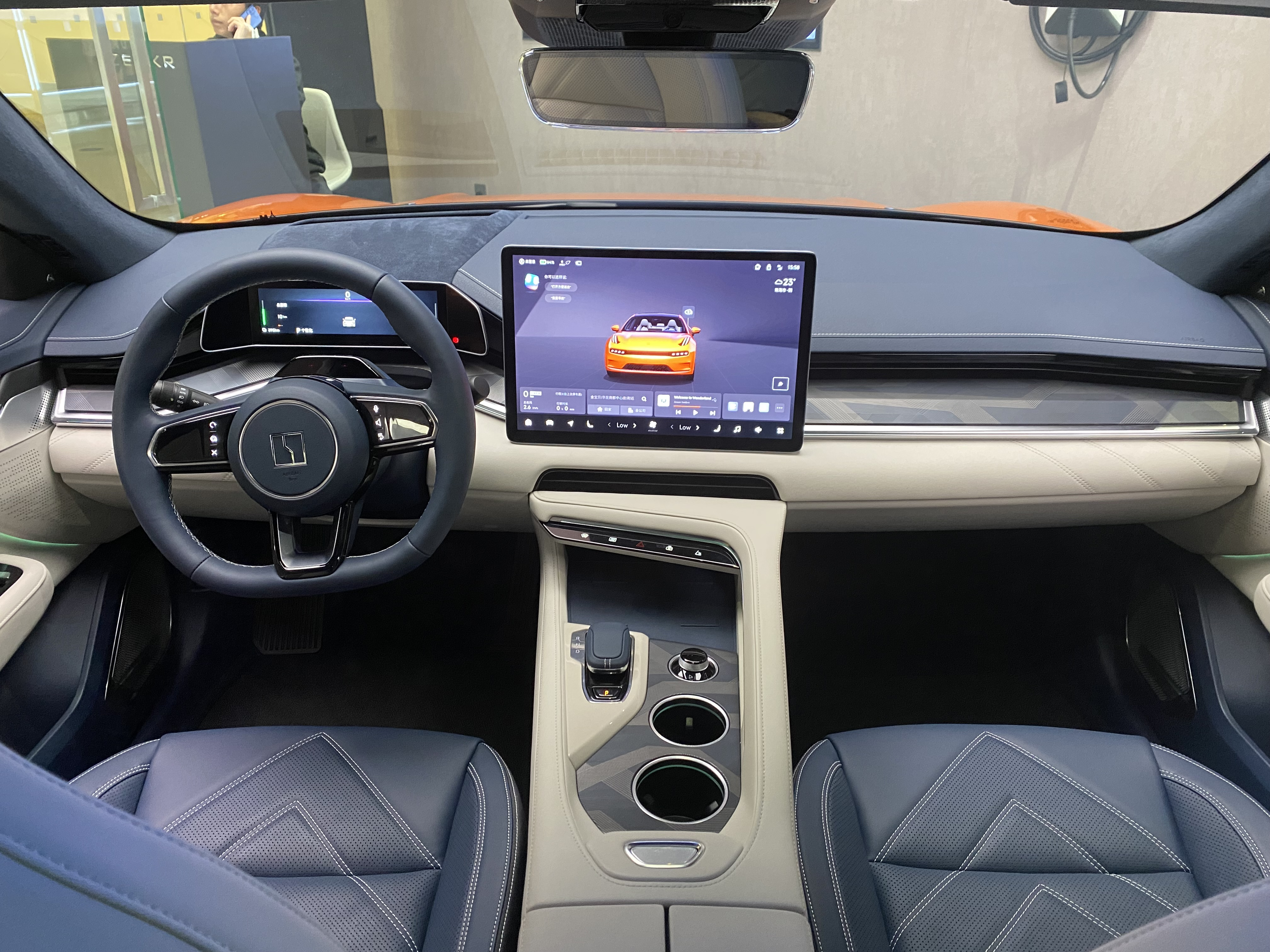
Innenansicht
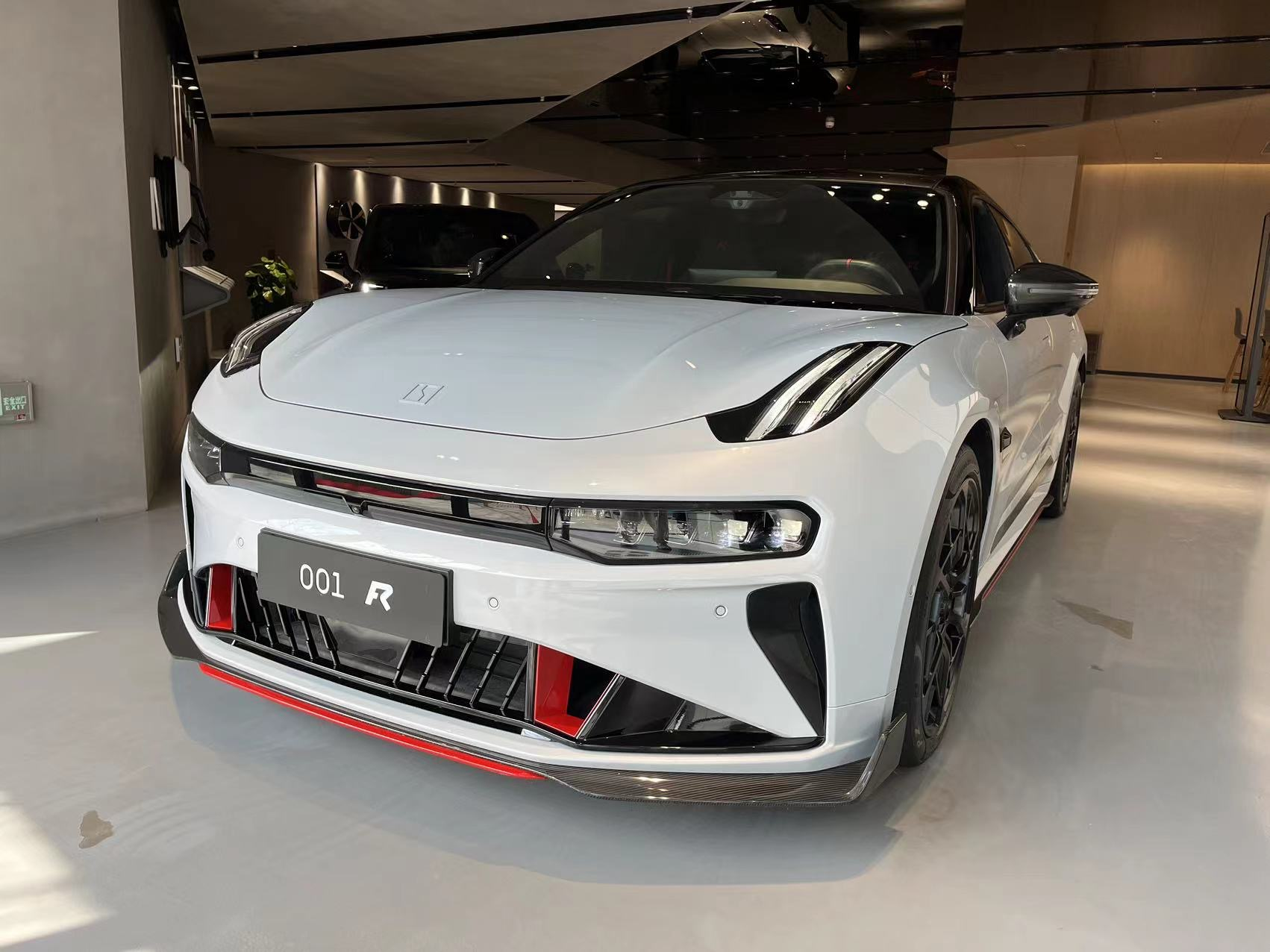
Zeekr 001 FR (seit 2023)
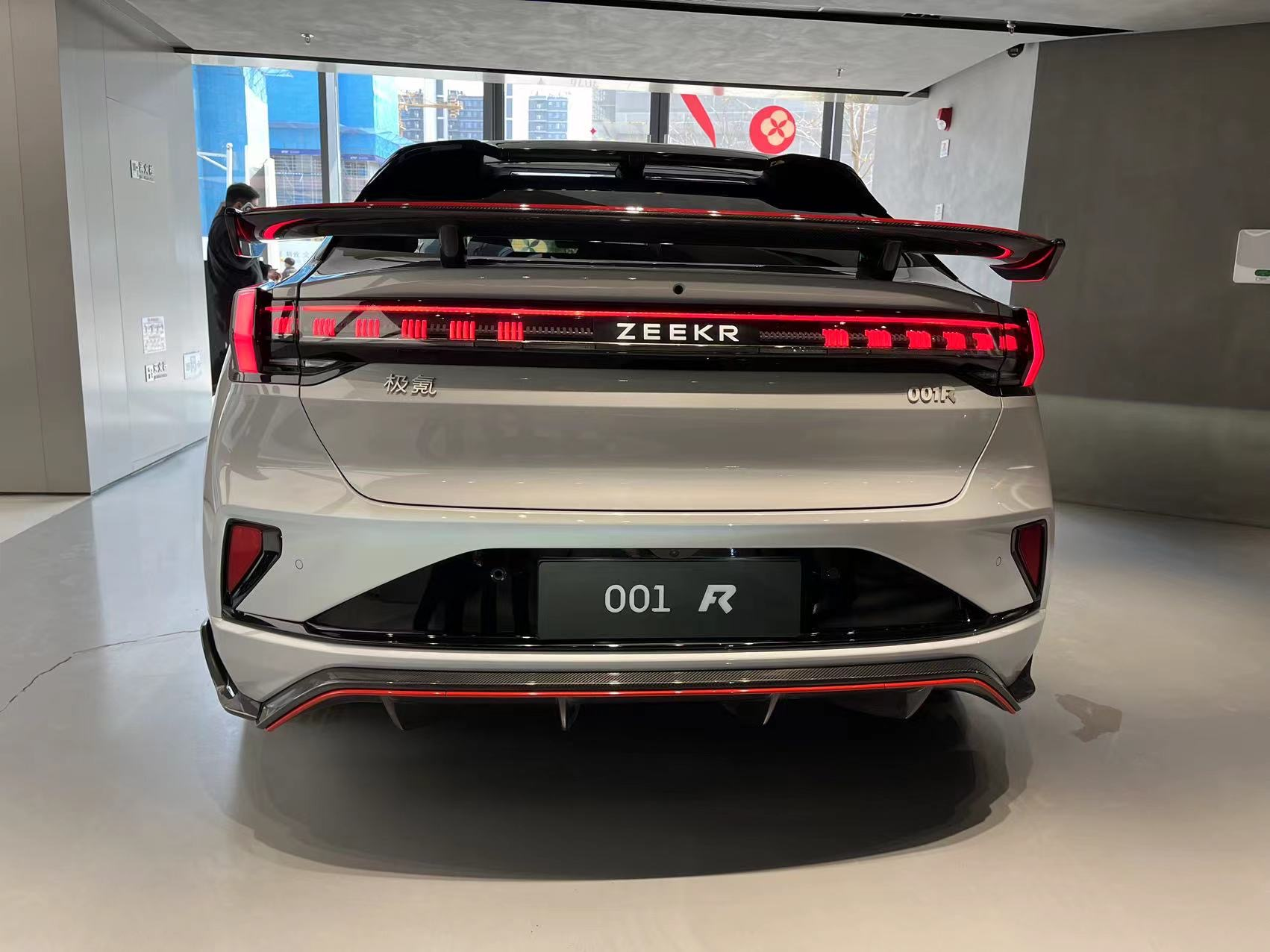
Heckansicht
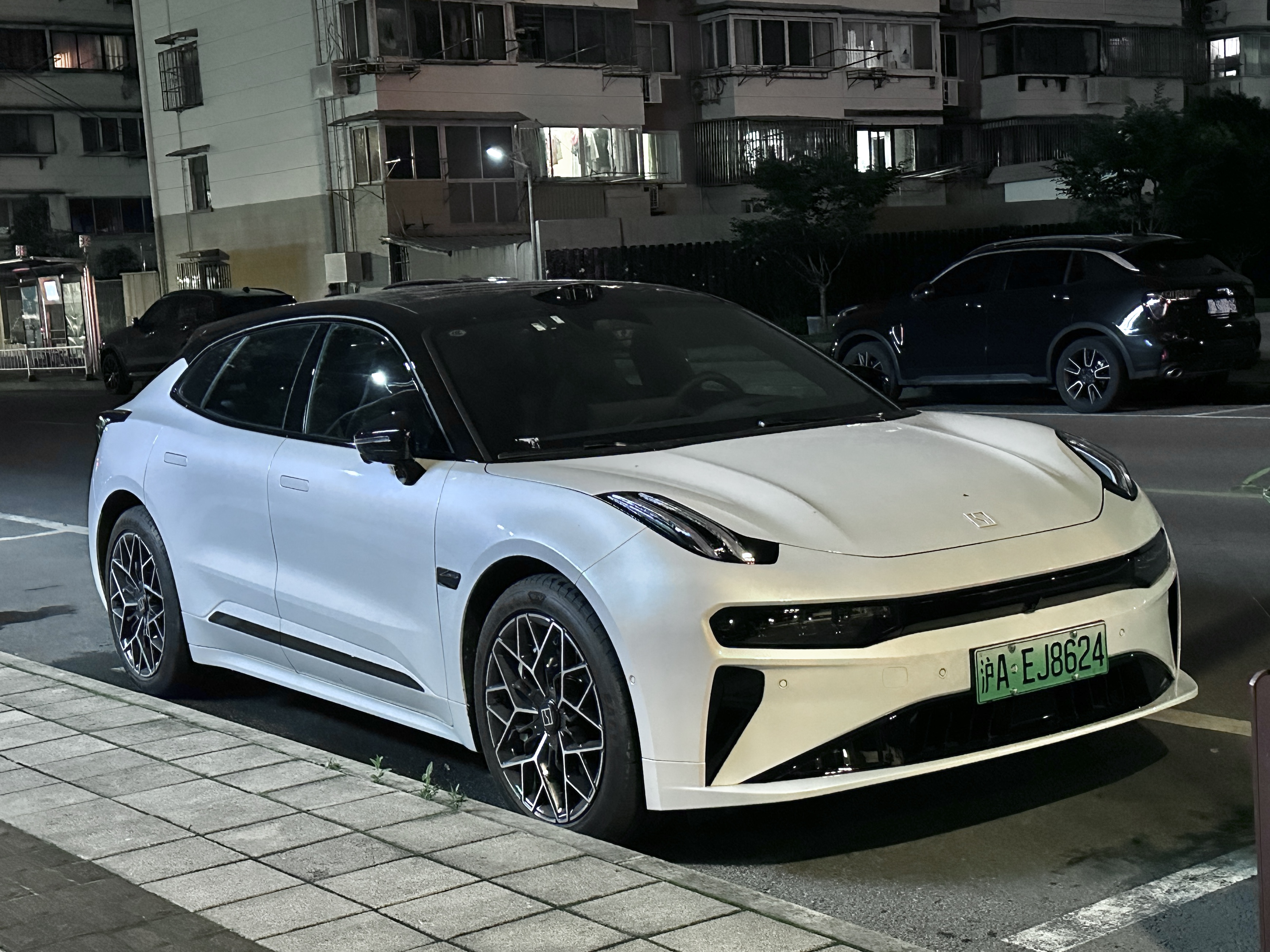
Zeekr 001 (seit 2024)
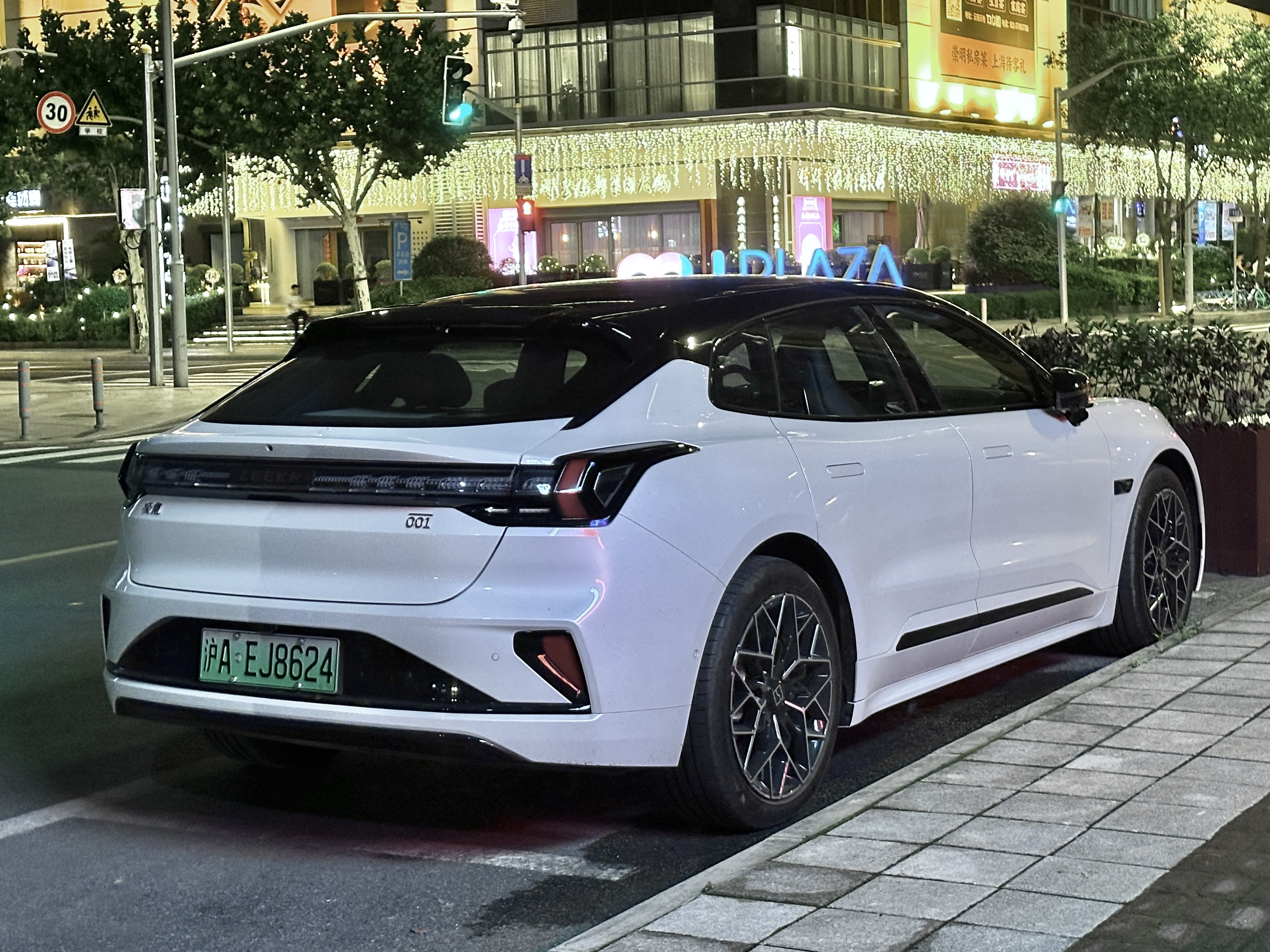
Heckansicht

## Sicherheit
Im Mai 2024 wurde der Zeekr 001 vom Euro NCAP auf die Fahrzeugsicherheit getestet. Er erhielt fünf von fünf möglichen Sternen.

## Technische Daten
Der Zeekr 001 ist mit Hinterrad- oder Allradantrieb erhältlich. Die heckangetriebene Variante hat einen Elektromotor an der Hinterachse, die maximale Leistung wird mit 200 kW (272 PS) angegeben. Die Version mit Allradantrieb hat einen zweiten Elektromotor an der Vorderachse. Die Leistung verdoppelt sich dadurch auf 400 kW (544 PS). Die Höchstgeschwindigkeit aller dieser 001 beträgt 200 km/h. Der FR hat vier Elektromotoren. Die maximale Leistung liegt hier bei 930 kW (1265 PS). Auf 100 km/h soll er aus dem Stand in unter 2,4 Sekunden beschleunigen, die Höchstgeschwindigkeit wird mit 280 km/h angegeben.
Zwei Akkugrößen standen zum Marktstart für den Shooting Brake zur Wahl. Der kleinere hat einen Energieinhalt von 86 kWh und ist nur für das Allrad-Modell verfügbar. Hier wird die elektrische Reichweite nach NEFZ mit 526 km angegeben. Der größere Akkumulator hat einen Energieinhalt von 100 kWh und ist sowohl für die Version mit Hinterrad- als auch mit Allradantrieb erhältlich. Die Reichweite nach NEFZ beträgt 606 bzw. 712 km. Mit der im Juni 2022 vorgestellten Qilin-Batterie von CATL ausgestattet ist der Zeekr 001 seit Januar 2023. Bei dieser werden die Batteriezellen ohne eine Zwischenstufe mit Modulen direkt in das Batteriepaket eingebaut; sie hat einen Energieinhalt von 140 kWh und soll eine Reichweite von über 1000 km nach CLTC ermöglichen. Der Strömungswiderstandskoeffizient cw des Wagens wird mit 0,23 angegeben.
Mit der Modellpflege im Februar 2024 wurde die Systemspannung von 400 Volt auf 800 Volt erhöht. Außerdem kommt im Zeekr 001 AWD WE ein neuer 95-kWh-Akku zum Einsatz, der bis zu 546 kW Ladeleistung an einem Zeekr V3 Supercharger erreicht.
|                            | 001                           | 001                           | 001                           | 001                           | 001                           | 001                               | 001                               | 001                               | 001                               | 001                               | 001                               | 001 FR                            |
| -------------------------- | ----------------------------- | ----------------------------- | ----------------------------- | ----------------------------- | ----------------------------- | --------------------------------- | --------------------------------- | --------------------------------- | --------------------------------- | --------------------------------- | --------------------------------- | --------------------------------- |
| Bauzeitraum                | 10/2021–12/2022               | 01/2023–02/2024               | 01/2023–02/2024               | seit 08/2024                  | seit 02/2024                  | 10/2021–12/2022                   | 01/2023–02/2024                   | 10/2021–12/2022                   | 01/2023–02/2024                   | seit 02/2024                      | seit 02/2024                      | seit 10/2023                      |
| Motorkenndaten             |                               |                               |                               |                               |                               |                                   |                                   |                                   |                                   |                                   |                                   |                                   |
| Motorart                   | Permanentmagnet-Synchronmotor | Permanentmagnet-Synchronmotor | Permanentmagnet-Synchronmotor | Permanentmagnet-Synchronmotor | Permanentmagnet-Synchronmotor | 2 Permanentmagnet-Synchronmotoren | 2 Permanentmagnet-Synchronmotoren | 2 Permanentmagnet-Synchronmotoren | 2 Permanentmagnet-Synchronmotoren | 2 Permanentmagnet-Synchronmotoren | 2 Permanentmagnet-Synchronmotoren | 4 Permanentmagnet-Synchronmotoren |
| max. Leistung              | 200 kW (272 PS)               | 200 kW (272 PS)               | 200 kW (272 PS)               | 310 kW (421 PS)               | 310 kW (421 PS)               | 400 kW (544 PS)                   | 400 kW (544 PS)                   | 400 kW (544 PS)                   | 400 kW (544 PS)                   | 580 kW (789 PS)                   | 580 kW (789 PS)                   | 930 kW (1265 PS)                  |
| max. Drehmoment            | 384 Nm                        | 343 Nm                        | 343 Nm                        | 440 Nm                        | 440 Nm                        | 768 Nm                            | 686 Nm                            | 768 Nm                            | 686 Nm                            | 810 Nm                            | 810 Nm                            | 1280 Nm                           |
| Kraftübertragung           |                               |                               |                               |                               |                               |                                   |                                   |                                   |                                   |                                   |                                   |                                   |
| Antrieb                    | Hinterradantrieb              | Hinterradantrieb              | Hinterradantrieb              | Hinterradantrieb              | Hinterradantrieb              | Allradantrieb                     | Allradantrieb                     | Allradantrieb                     | Allradantrieb                     | Allradantrieb                     | Allradantrieb                     | Allradantrieb                     |
| Getriebe                   | Festes Übersetzungsverhältnis | Festes Übersetzungsverhältnis | Festes Übersetzungsverhältnis | Festes Übersetzungsverhältnis | Festes Übersetzungsverhältnis | Festes Übersetzungsverhältnis     | Festes Übersetzungsverhältnis     | Festes Übersetzungsverhältnis     | Festes Übersetzungsverhältnis     | Festes Übersetzungsverhältnis     | Festes Übersetzungsverhältnis     | Festes Übersetzungsverhältnis     |
| Antriebsbatterie           |                               |                               |                               |                               |                               |                                   |                                   |                                   |                                   |                                   |                                   |                                   |
| Energieinhalt              | 100 kWh                       | 100 kWh                       | 140 kWh                       | 95 kWh                        | 100 kWh                       | 86 kWh                            | 86 kWh                            | 100 kWh                           | 100 kWh                           | 95 kWh                            | 100 kWh                           | 100 kWh                           |
| Messwerte                  |                               |                               |                               |                               |                               |                                   |                                   |                                   |                                   |                                   |                                   |                                   |
| Leergewicht                | 2225 kg                       | 2225 kg                       | 2345 kg                       | 2385 kg                       | 2285 kg                       | 2290 kg                           | 2290 kg                           | 2350 kg                           | 2350 kg                           | 2575 kg                           | 2470 kg                           | 2525 kg                           |
| Höchstgeschwindigkeit      | 200 km/h                      | 200 km/h                      | 200 km/h                      | 240 km/h                      | 240 km/h                      | 200 km/h                          | 200 km/h                          | 200 km/h                          | 200 km/h                          | 240 km/h                          | 240 km/h                          | 280 km/h                          |
| Beschleunigung, 0–100 km/h | 6,9 s                         | 6,9 s                         | 6,9 s                         | 6,3 s                         | 5,9 s                         | 3,8 s                             | 3,8 s                             | 3,8 s                             | 3,8 s                             | 3,5 s                             | 3,3 s                             | 2,4 s                             |
| Reichweite nach NEFZ       | 712 km                        | k. A.                         | k. A.                         | k. A.                         | k. A.                         | 526 km                            | k. A.                             | 606 km                            | k. A.                             | k. A.                             | k. A.                             | k. A.                             |
| Reichweite nach CLTC       | 732 km                        | 741 km                        | 1032 km                       | 722 km                        | 750 km                        | 536 km                            | 546 km                            | 616 km                            | 656 km                            | 675 km                            | 705 km                            | 550 km                            |

## Weltweite Verkaufszahlen
2023 wurde der Zeekr 001 weltweit 76.246 mal verkauft.
|  |

|  |

|  |

|  |

|  |

|  |

|  |

|  |

|  |

|  |

|  |

|  |

|  |

|  |

|  |

|  |

|  | 001 |

|  | 001 |